# Злите мъртви: Пробуждане
„Злите мъртви: Пробуждане“ (на английски: Evil Dead Rise) е свръхестествен филм на ужасите от 2023 г. на режисьора Лий Кронин. Филмът е петият филм във филмовата поредица „Злите мъртви“. Във филма участват Лили Съливан и Алиса Съдърланд като отчуждени сестри, които се опитват да оцелеят и да спасят семейството си от демонични същества. Морган Дейвис, Габриел Екълс и Нел Фишър (във филмовия си дебют) се появяват в поддържащи роли. Снимките се проведоха в Нова Зеландия от юни до октомври 2021 г.
Световната премиера се състои на South by Southwest на 15 март 2023 г., а след това е пуснат по кината в Съединените щати на 21 април 2023 г. от „Уорнър Брос Пикчърс“.

## Резюме
Кузинките Тереза и Джесика, заедно с приятеля на Джесика Клейб, прекарват ваканция в хижа край езеро, когато изглежда болната Джесика убива Тереза и Клейб, след което се издига над езерото.
Един ден по-рано, разстроена от новината, че е бременна, техникумът по китари Бет посещава сестра си Ели, която е татуист и самотна майка на тийнейджърите Дани и Бриджит, както и на малката Каси, в техния дом в Monde Apartments, осъден на разрушаване комплекс в Лос Анджелис. Земетресение разкрива скрита стая в мазето на сградата. Дани открива религиозни артефакти, три фонографски плочи от 1923 година и странна книга, която взима в стаята си, вярвайки, че може да я продаде и използва парите, за да помогне на Ели. Първата плоча описва неуспешни усилия на свещеник да изследва книгата, която се оказва една от трите тома на Naturom Demonto. Следващата плоча разкрива, че свещеникът продължил тайно изследванията си и произнася заклинание, което призовава демонични същества, известни като Deadites.
Сградата остава без ток и Ели е обладана от невидима сила. Тя се връща в апартамента в транс, заплашва семейството си и умира след като моли Бет да защити децата й. Съседи на Ели помагат да я погребат в спалнята й и търсят изход. Те откриват, че стълбите са се срутили, асансьорът е повреден и не могат да достъпят аварийната стълба, преди Ели да се върне към живот и да нападне семейството, ранявайки Бет и Бриджит. Бет и децата заключват Ели навън след като тя е преследвала и избила съседите.

## Актьорски състав
- Лили Съливан – Бет[3]
- Алиса Съдърланд – Ели[3]
- Морган Дейвис – Дани[3]
- Габриел Екълс – Бриджит[3]
- Нел Фишър – Каси[3]
- Ричард Крушли – Калиб[4]
- Мирабай Пийс – Тереза[4]
- Ана-Марий Томас – Джесика[4]
- Джейдън Даниелс – Габриел[5]
- Били Рейнълдс-Маккарти – Джейк[5]
- Тай Уано – Скот[5]

## Продукция

### Кастинг
През май 2021 г. става ясно, че Алиса Съдърланд и Лили Съливан ще изиграят главните роли. През юни 2021 г. Габриел Екълс, Морган Дейвис и Нел Фишър се присъединяват към актьорския състав. През юли 2021 г. това прави и Мия Чалис.

### Снимачен процес
Снимките започват в Нова Зеландия на 6 юни 2021 г., като Дейв Карбет е избран за оператор. Преди това Гарбет снима няколко епизода на „Ash vs Evil Dead“. На 14 юли 2021 г., Кронин разкрива, че снимачният процес е готов наполовина. Това официално се случва на 27 октомври 2021 г., когато Кронин разкрива, че във филма са използвани над 6500 литра от кръв.